# Pantà dels Guiamets
El pantà dels Guiamets és un embassament que pertany a la riera de Capçanes (conca del riu Ebre), creat per una presa situada al municipi dels Guiamets, que s'estén pel seu terme municipal, a la comarca del Priorat.
Fou construït entre 1951 i 1971.

## Dades
- Aigua embassada (2008): O,33 hm³[1]
- Aigua embassada (2009): 0,33 hm³[1]